# Stazione di Agognate
La stazione di Agognate è una fermata ferroviaria della linea Biella-Novara, al servizio del polo logistico di Amazon dell'omonima frazione, nel comune di Novara.

## Storia
Con la nascita del nuovo polo logistico di Amazon ad Agognate è aumentato notevolmente il flusso di persone, tale da rendere necessaria l'attivazione di un servizio navetta per consentire ai lavoratori di recarsi in modo sicuro sul luogo di lavoro, poco pratico da raggiungere senza i mezzi privati.
Essendo presente una ferrovia che passa proprio accanto allo stabilimento, è nata l'idea di costruire una nuova fermata al servizio dei lavoratori sulla Biella-Novara, ipotizzando dei modelli di servizio, come i treni navetta tra Novara e Agognate (basati sui turni di lavoro) e l'integrazione con alcuni treni regionali in servizio sulla linea.
Il 18 febbraio 2022, la Regione Piemonte ha approvato l'accordo siglato con il Comune di Novara, RFI e Vailog (società di trasporto europeo) per la realizzazione della fermata, portando così all'avvio dei lavori.
L'impianto risulta attivato dall'8 gennaio 2023 ed è stata inaugurata ufficialmente il 26 maggio 2023, sancendo l'avvio del servizio dal 12 giugno, con l'entrata in vigore del nuovo orario estivo sulla linea.

## Strutture e impianti

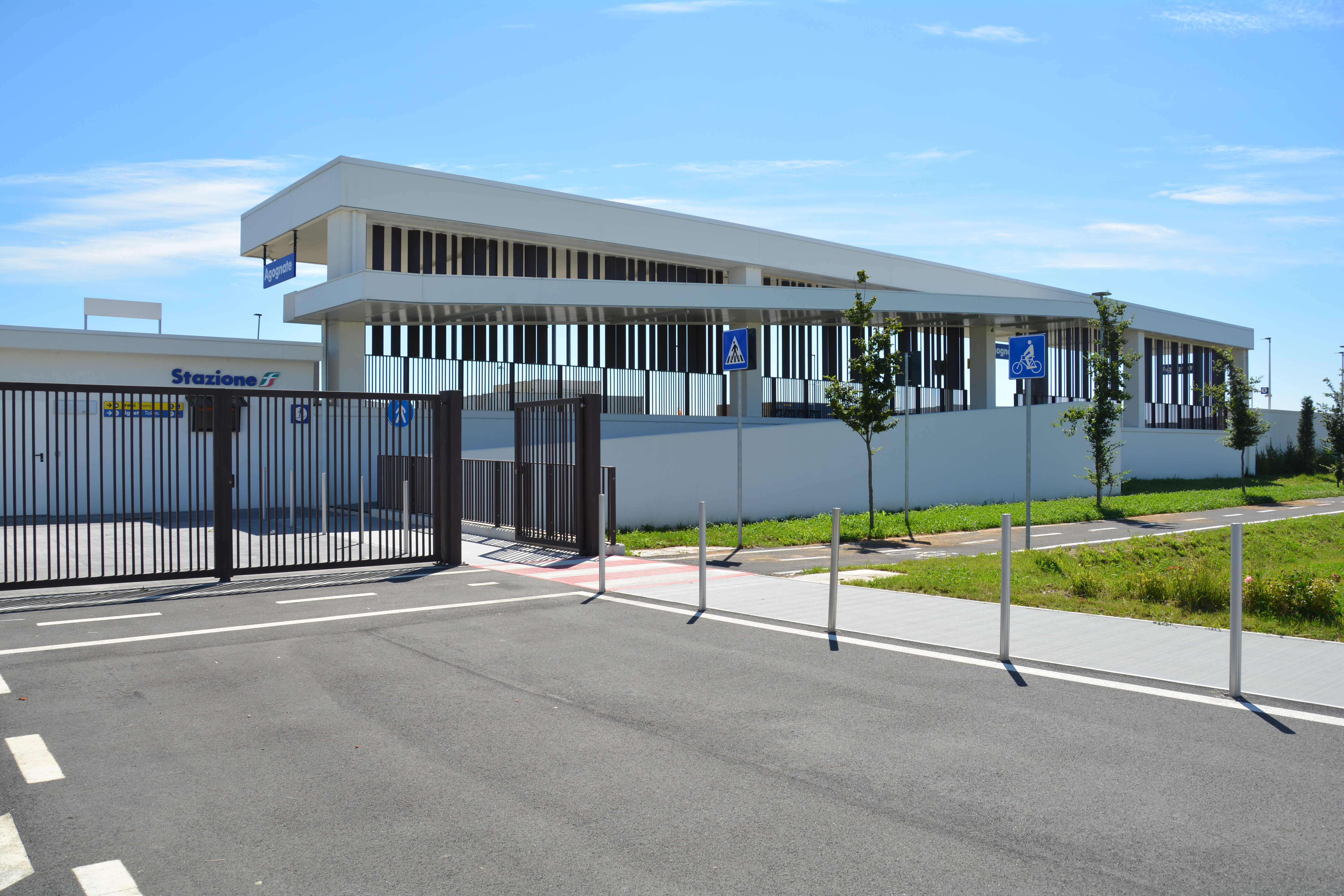
La fermata lato strada

La fermata è dotata del solo binario di corsa, provvisto di marciapiede dotato di pensilina lunga 70 metri, mappe e percorsi tattili per le persone a mobilità ridotta.

## Movimento
L'impianto è servito da 3 coppie di treni regionali feriali svolti da Trenitalia nell'ambito del contratto di servizio stipulato con la Regione Piemonte, in concomitanza ai turni di lavoro di Amazon.

## Servizi
La fermata gestita da RFI, è dotata di pannelli informativi audio e video per le partenze dei treni e un impianto di videosorveglianza. Essa dispone di:
- Servizi igienici